# Bicyclus mollitia
Bicyclus mollitia är en fjärilsart som beskrevs av Karsch 1895. Bicyclus mollitia ingår i släktet Bicyclus och familjen praktfjärilar. Inga underarter finns listade i Catalogue of Life.